# Der Erlöser
Der Erlöser (Originaltitel Frelseren) ist ein Kriminalroman des norwegischen Autors Jo Nesbø aus dem Jahr 2009. Es ist der sechste Teil der Harry-Hole-Serie.

## Handlung
In der Vorweihnachtszeit wird auf offener Straße ein Mitglied der Heilsarmee erschossen, ohne dass es Spuren zum Täter gibt. Harry Hole wird mit den Ermittlungen beauftragt, denen er sich allerdings nicht vollständig widmen kann: Bjarne Møller, der stets die Hand über Harry gehalten hatte, lässt sich nach Bergen versetzen und neuer Chef des Dezernats für Gewaltverbrechen der Polizei Oslo wird Gunnar Hagen, der alles andere als begeistert von Harry und seinen Ermittlungsmethoden ist. Auch privat läuft es schlecht: Seine Freundin Rakel verlässt ihn, worauf Harry zunächst aber nicht mit der erwartbaren Flucht in den Alkohol reagiert.
Recht schnell findet er allerdings heraus, dass der Täter ein kroatischer Auftragsmörder mit dem Namen „Der Erlöser“ ist, der in Norwegen unter dem Namen Stankic eingereist ist, und dass der Täter den falschen Mann getötet hat – Ziel des Auftrags war der Bruder des Erschossenen, Jon Karlsen. Auch der Erlöser bemerkt kurz vor seinem Rückflug das Versehen und versucht nun, den Auftrag abzuschließen, während die Polizei ihn durch Oslo verfolgt. Eine weitere Person wird getötet und auch diesen Mord ordnet die Polizei zunächst dem Erlöser zu. Kurz darauf wird auch noch Harrys Kollege Halvorsen mit einem Messer schwer verletzt und stirbt einige Tage später im Krankenhaus.
Parallel ermittelt Harry in der Heilsarmee und muss erkennen, dass es auch in der Gemeinschaft von Brüdern und Schwestern dunkle Geheimnisse aus der Vergangenheit gibt. Insbesondere eine nicht gemeldete Vergewaltigung in einem Ferienlager der Heilsarmee verknüpft die Geschichten der handelnden Personen bis in die Gegenwart. Martine Eckhoff, die Tochter des Chefs der Heilsarmee, verliebt sich während der Ermittlungen in Harry, da sie sich genauso wie ihn einschätzt – als Wesensverwandte: unabhängig, frei, mit einem eigenen Kopf – wie ein „einsamer Wolf“.
Harry ermittelt weiter und fliegt auch inoffiziell nach Kroatien, wo er weitere Informationen von der Mutter des Erlösers erhält – gegen das Versprechen, ihren Sohn am Leben zu lassen. So erfährt er, dass der Erlöser in Wahrheit den richtigen getötet hat und Jon Karlsen selber den Mord an seinem Bruder in Auftrag gab. Harry heftet sich weiter an die Spuren des Erlösers, die ihn schließlich zu dem mittlerweile untergetauchten Jon Karlsen führt. Karlsen legt vor Harry und Stankic, der Karlsen mit einer Pistole bedroht, ein Geständnis ab: Er habe Halvorsen töten wollen, um ein Auffliegen seiner Verbrechen zu verhindern. In dem Wissen, dass dieses Geständnis vor Gericht nichts wert sein würde und dass Karlsen zudem Martine einmal und ein minderjähriges Flüchtlingskind regelmäßig vergewaltigt hat sowie dass dies Stankic' letzter Auftrag ist, verhaftet Harry Stankic nicht, sondern weist diesen nur auf die große Menge Bargeld, die Karlsen bei sich hat, hin und verlässt die Szene. Es wird angedeutet, dass Stankic im Anschluss Karlsen ermordet.
Nach Abschluss der Ermittlungen gibt Harry Martine zu verstehen, dass eine Beziehung keinerlei Sinn mache. Es bleibt offen, was genau der Grund hierfür ist, ob er immer noch an Rakel und Oleg hängt oder ob er Martine seine egozentrische Lebens- und Arbeitsweise nicht zumuten möchte, da daran bereits die Beziehung zu Rakel gescheitert ist.
Schließlich erfährt Harry durch Zufall, was es mit dem Abschiedsgeschenk seines ehemaligen Chefs Bjarne Møller auf sich hat, und er kann das ihm von Møller aufgegebene Rätsel entschlüsseln. Møller gesteht Harry, dass auch er zu der Gruppe korrupter Polizisten gehörte (vgl. den Vorgängerroman Das fünfte Zeichen), die anfangs – abseits von Gesetzen – Verbrecher ihrer „gerechten“ Strafe habe zuführen wollen, aber dann zunehmend korrumpiert worden und selbst zu Verbrechern geworden sei. Als Bezahlung dienten teure Uhren. Er erzählt Harry, dass er nichts von der Tarnidentität Tom Waalers und dessen Verantwortung für den Waffenschmuggel gewusst habe. Jetzt erfährt Harry auch den wahren Grund für Møllers Abgang: Dieser hat Familie und Job in Oslo verlassen, um an den Machenschaften nicht mehr beteiligt zu sein. Am Ende fordert Møller Harry auf, die korrupte Gruppe zu verfolgen.

## Ausgaben
Die norwegische Originalausgabe erschien 2005 unter dem Titel Frelseren im Verlag Aschehoug & Co (ISBN 978-82-03-19414-6). Die deutsche Ausgabe wurde 2007 unter dem Titel Der Erlöser im Ullstein Verlag (ISBN 978-3-550-08686-1) in Übersetzung von Günther Frauenlob veröffentlicht. Diese Übersetzung wurde als „vorzüglich“ und die Sprachmelodie des norwegischen Originals transportierend gelobt.
Darüber hinaus wurden von dem Roman auch 2007 und 2011 zwei Hörbücher von Hörbuch Hamburg sowie ein E-Book von Ullstein eBooks veröffentlicht.

## Rezensionen
„Autor Jo Nesbø schreibt wie immer betörend eindringlich; [...] Doch zwischen den beiden Polen Zagreb und Oslo verliert sich der Plot nicht selten, die Klammer ist zu groß. Aber der Leser wird entschädigt durch den Reichtum an Personen und Schicksalen – und durch einen eklatanten Mangel an Sentimentalität.“

„Eine Spannung und Authentizität, die dem Leser nahegehen wie bei ganz wenigen Krimi-Autoren, machen den "Erlöser" zur fesselnden Lektüre. Das Mitfiebern mit Harry Hole prägt sie vielleicht noch stärker als der Wunsch, dass es mit den Tätern ein heilsames Ende nimmt.“

„Es läppern sich bei diesem Roman für Nesbö ungewohnt viele Kritikpunkte zusammen. Gut ist ihm die Figur Christo Stankic gelungen, der sich durch eine hohe Aufmerksamkeit und eisernen Überlebenswillen auszeichnet. Im Erlöser kann uns der Norweger erst spät mit einem erlösenden Show-Down versöhnen. Bis dahin liefert er über 300 Seiten viel Handwerk, aber keine Begeisterung. Oder wie es Heilsarmeesoldatin Martine ausdrücken würde: Seine Branche ist nicht die Barmherzigkeit, sondern die Erlösung. Erst auf den letzten 150 Seiten hat dieser Nesbö wahre Klasse.“